# Style Louis XV

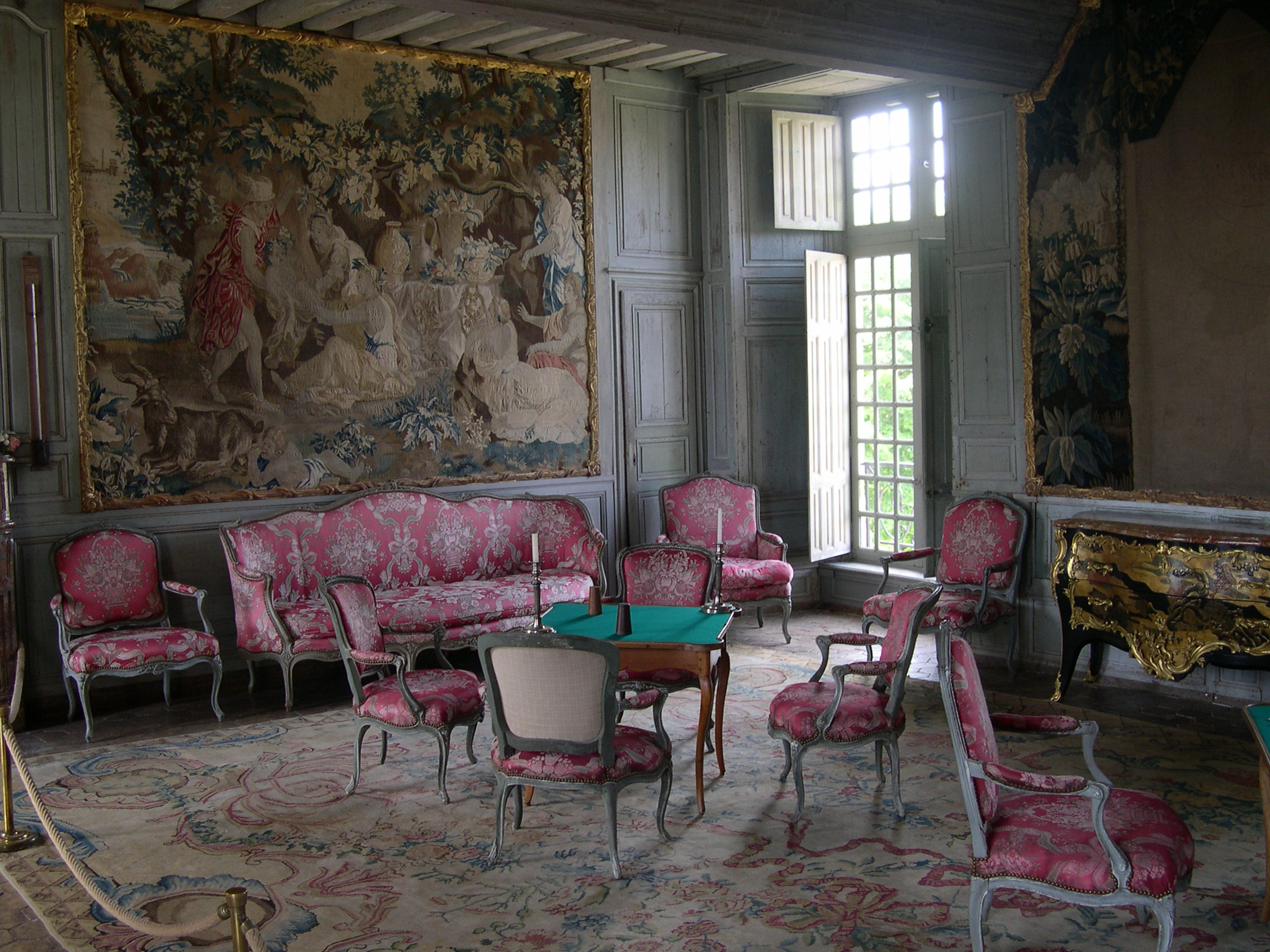
Salon Louis XV au château de Talcy.

Le style Louis XV est initialement un style caractéristique de sièges, qui a ensuite influencé tous les arts de son époque. Ce style qui puise une partie de son inspiration dans la nature se caractérise par sa légèreté et une recherche de l'intimité et du confort. Succédant au style Régence, le style Louis XV se développe essentiellement dans le deuxième quart du XVIIIe siècle (1723-1750). 
De nombreux ouvrages font référence à ce style sous le nom de rocaille ou rococo, surtout quand il s'agit de projets complets de décoration intérieure faits par des ornemanistes. 

## Contexte politique et culturel
Louis XV, monté sur le trône à 5 ans en 1715 à la mort de son arrière-grand-père Louis XIV, est déclaré majeur au seuil de sa quatorzième année en 1723, mettant fin à la régence de son cousin germain (éloigné au deuxième degré) Philippe, duc d'Orléans. 
Le roi et surtout son épouse Marie Leszczyńska se doivent d'entretenir une cour fournie et s'entourent d'artistes et d'artisans. Ce faste durera jusque dans les années 1760, date qui marque la fin du style avant les nombreux deuils attristant les dernières années du monarque (1752 et 1759, ses filles aînées, Henriette-Anne et Louise-Elisabeth, duchesse de Parme ; 1761 le duc de Bourgogne, son petit-fils et héritier en second Louis âgé de 10 ans, 1763, sa petite-fille, épouse du futur empereur Marie-Isabelle de Bourbon-Parme, 1764, la marquise de Pompadour, sa favorite, 1765 son gendre Philippe Ier, duc de Parme et son fils le dauphin Louis, 1766, son beau-père Stanislas Leszczynski, duc viager de Lorraine et de Bar; 1767, la dauphine Marie-Josèphe de Saxe, 1768, la reine Marie Lesczynska).

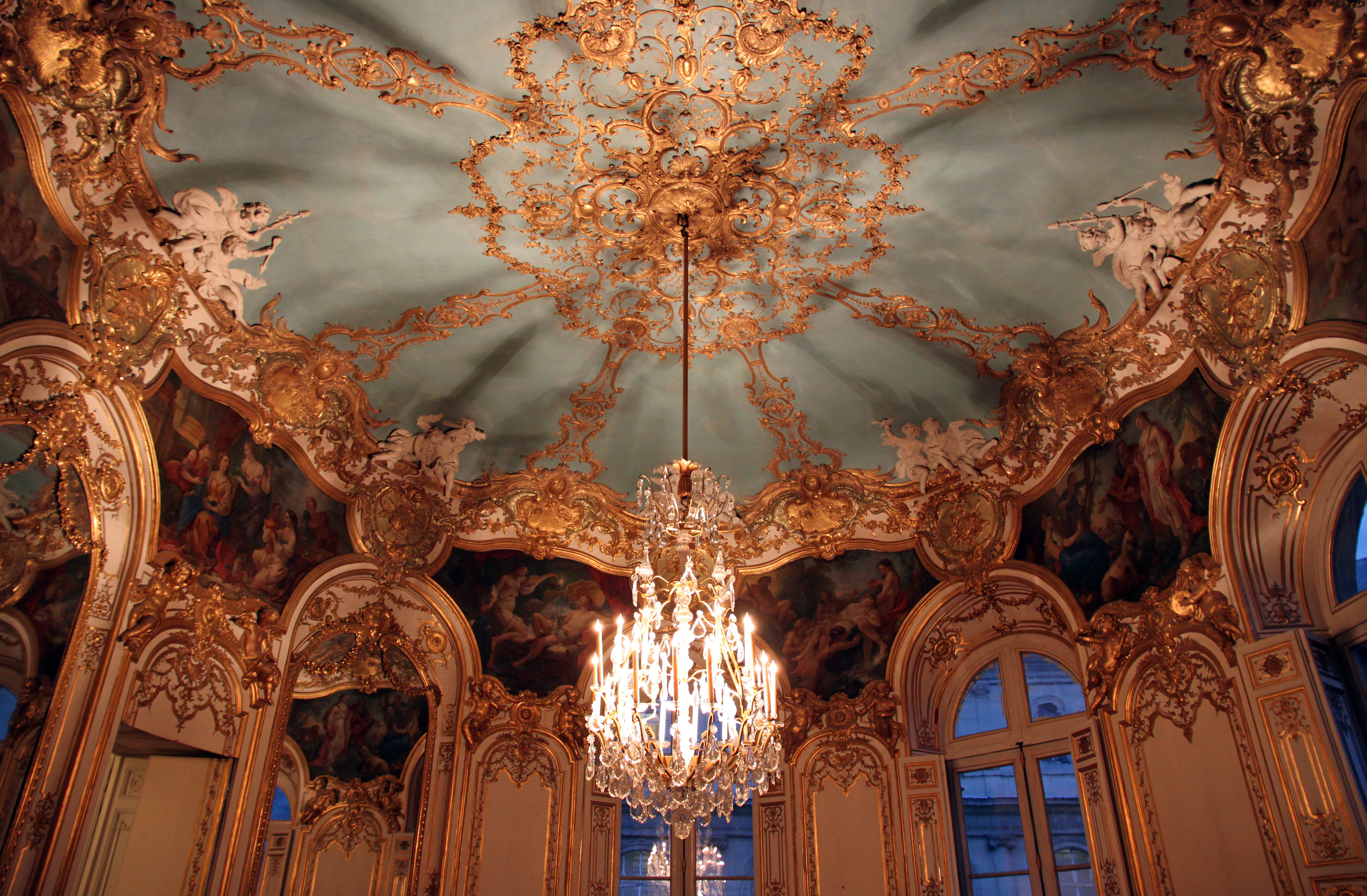
Les décors de l’hôtel de Soubise à Paris sont l'un des plus beaux manifestes subsistants du style Louis XV en art décoratif.

## Naissance et développement
Le style Louis XV se développe essentiellement dans le deuxième quart du XVIIIe siècle (1723-1750). Il s'annonce déjà dans le style Régence, qui en est une ébauche par l'abandon progressif de l'inspiration classique qui prévalait depuis la Renaissance, et qui se laisse tenter par le baroque. 
Considéré comme très audacieux, ce style fut une pure création des ébénistes et plus particulièrement le résultat d'une avancée technique majeure dans la fabrication des sièges qui permet de supprimer les lourdes entretoises, d'alléger les carcasses et d'oser les pieds galbés.
Il se rapproche à cet égard du style gothique, le style Louis XV et l'Art nouveau, trois courants caractérisés par leurs lignes courbes et par des avancées techniques permettant la pleine maîtrise d'un matériau : la pierre pour le premier, le bois pour le deuxième, le métal pour le troisième. Les inventeurs du style Louis XV sont de véritables créateurs au sens moderne du terme, qui révolutionnent la façon d'envisager le mobilier et la décoration intérieure.
Le style Pompadour, style de transition entre 1750 et 1774, s'inspire de celui de Louis XV, mais s'écarte des caprices de la rocaille et prélude au renouveau classique de l'époque Louis XVI.
L'ondoiement du style Louis XV fait place peu à peu à la majesté rigide du style Louis XVI au cours de la période suivante où l'on parle de style Transition.
Le style Louis XV se prolonge dans les périodes suivantes, surtout en province. Il ne coïncide que très approximativement avec le long règne du monarque : 1715-1774. Il connaît un regain de succès dans les meubles produits à la fin du XIXe siècle.

La marquise de Pompadour, par Maurice Quentin de La Tour, 1755, Louvre, Paris.

## Esthétique

### Principales caractéristiques

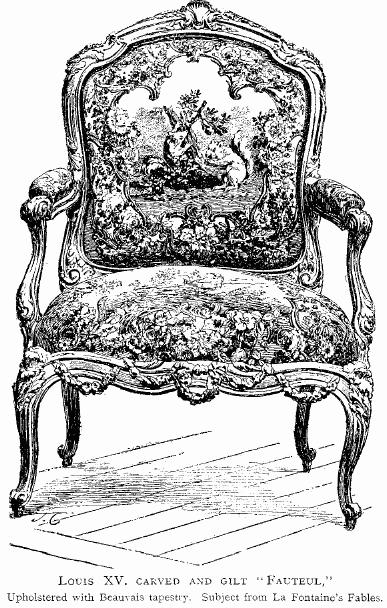
Fauteuil d'époque Louis XV, Fauteuil à la reine, recouvert d'une tapisserie de Beauvais inspirée des Fables de La Fontaine.

- En réaction au style Louis XIV où le mobilier devait dégager de la puissance et imposer le respect au point d'en devenir écrasant, il se caractérise par sa légèreté : le mobilier Louis XV est charmant, élégant, léger et invite plus à la détente et aux distractions de la cour qu'à la solennité.
- Comme le rappelle l'abondance de courbes et de motifs comme les coquillages, les feuillages ou les guirlandes, ce style puise une partie de son inspiration de la nature.

C'est un style qui se caractérise par une recherche d'intimité et de confort. Les pièces se font plus petites et plus chaleureuses, les plafonds moins hauts, les boiseries sont peintes en tons doux (couleurs pastel, rose, crème).
C'est un style d'invention :
- On voit ainsi apparaître le pied galbé (dit « pied Louis XV ») qui est une évolution des pieds en forme de pattes animales, mais ici ce sont les pattes de biche, et non plus de lion, qui sont prises comme modèle.
- Pour la première fois depuis le Moyen Âge, on voit réapparaître l'asymétrie. Les petites commodes, souvent asymétriques n'en sont pas moins toujours équilibrées. Sans pouvoir dire pourquoi au premier coup d'œil, il en résulte une impression de fantaisie élégante et mutine.
- On donne priorité au décor plus qu'à la forme utile, par exemple sur les commodes, les décors en bronze se prolongent d'un tiroir à l'autre, jusqu'à faire disparaître l’intersection entre eux.
- Le mobilier est repensé pour occuper tout l'espace des pièces, et non plus seulement la périphérie comme on peut le voir encore de nos jours au château de Versailles. C'est ainsi que l'envers des dossiers est plus travaillé.
- La ceinture des sièges devient galbée en plan, mais aussi pour la première fois en élévation.
- C'est l'apparition du dossier violoné et du dossier cabriolet (courbe en plan), pour les sièges qui sont au milieu de la pièce, bien qu’on utilise toujours le dossier à la reine (droit en plan), violoné ou non, pour les sièges destinés à rester le long des murs.

### Ornementation
C’est le règne des ornemanistes, nouvelle profession ancêtre des décorateurs : ils s'intéressent à un projet de décoration intérieure dans son intégralité, depuis les lambris, stucs et peintures jusqu'aux meubles et aux lustres.
Les meubles Louis XV sont souvent ornés de motifs en bronze dans le style rococo.
La marqueterie est d'abord abandonnée au profit du frisage où la beauté de l'essence (amarante, satiné, bois de rose et de violette…) prévaut ; puis elle revient à la mode à partir de 1745 avec des représentations de bouquets de fleurs et/ou d'instruments de musique (sur le mobilier de cour), très fournies et colorées.
Des éléments de bronzes souvent finement ciselés et dorés au mercure rappelant les décors des boiseries (présents au niveau du tablier, chutes, poignées ou baguettes d'encadrement) laissent apparaître tout le répertoire du monde aquatique (rocailles, éléments feuillagés, feuilles d'acanthe, joncs) alors que les coquilles issues de la régence deviennent échancrées, gaudronnées... 
Les sièges sont garnis de soieries fleuries, et sont souvent entièrement dorés.
Les meubles sont souvent garnis de panneaux de laques d'Extrême-Orient. Les recherches visant à imiter ces laques stimulent l'essor des laques européennes (vernis Martin).

## Mobilier

### Meubles emblématiques du style Louis XV
Le mobilier se compose essentiellement de petits meubles.
Les meubles les plus fabriqués sont :
- les petites commodes à deux tiroirs et traverses cachées ;
- les petites tables ou dessertes ;
- toutes sortes de sièges ;
- les tables à jeux.

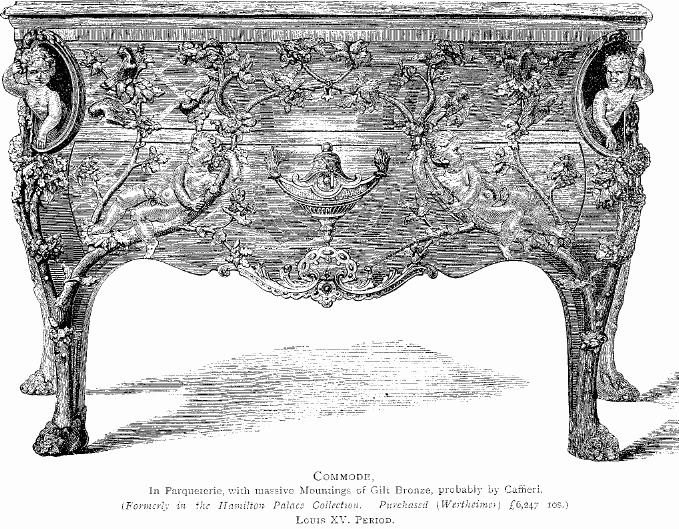
Commode sauteuse.
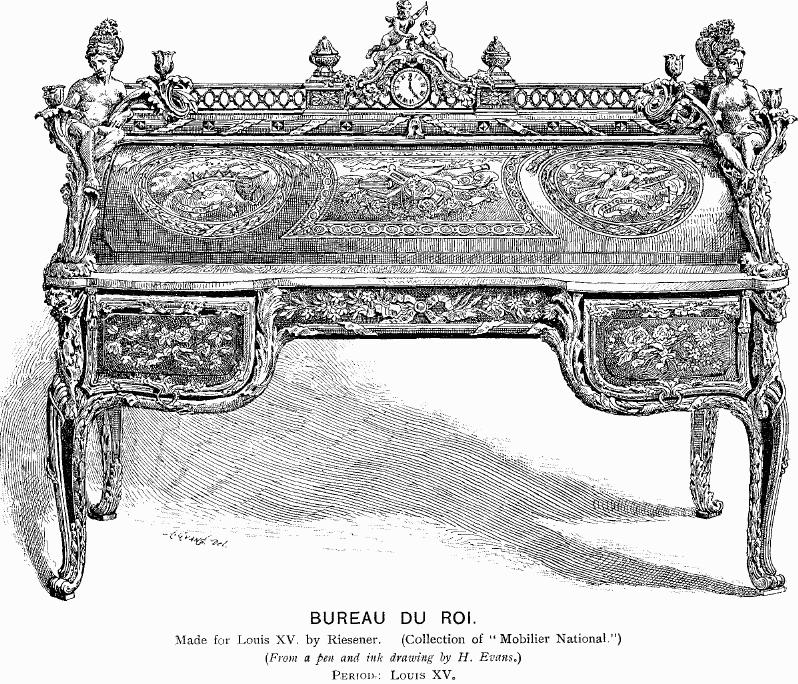
Bureau à lattes mouvantes ou bureau à cylindre.
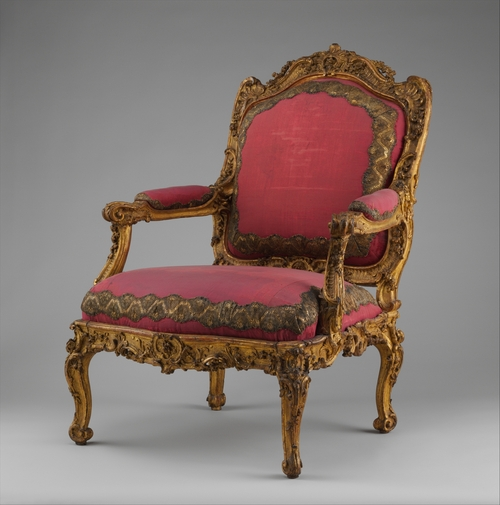
Fauteuil Louis XV à châssis.
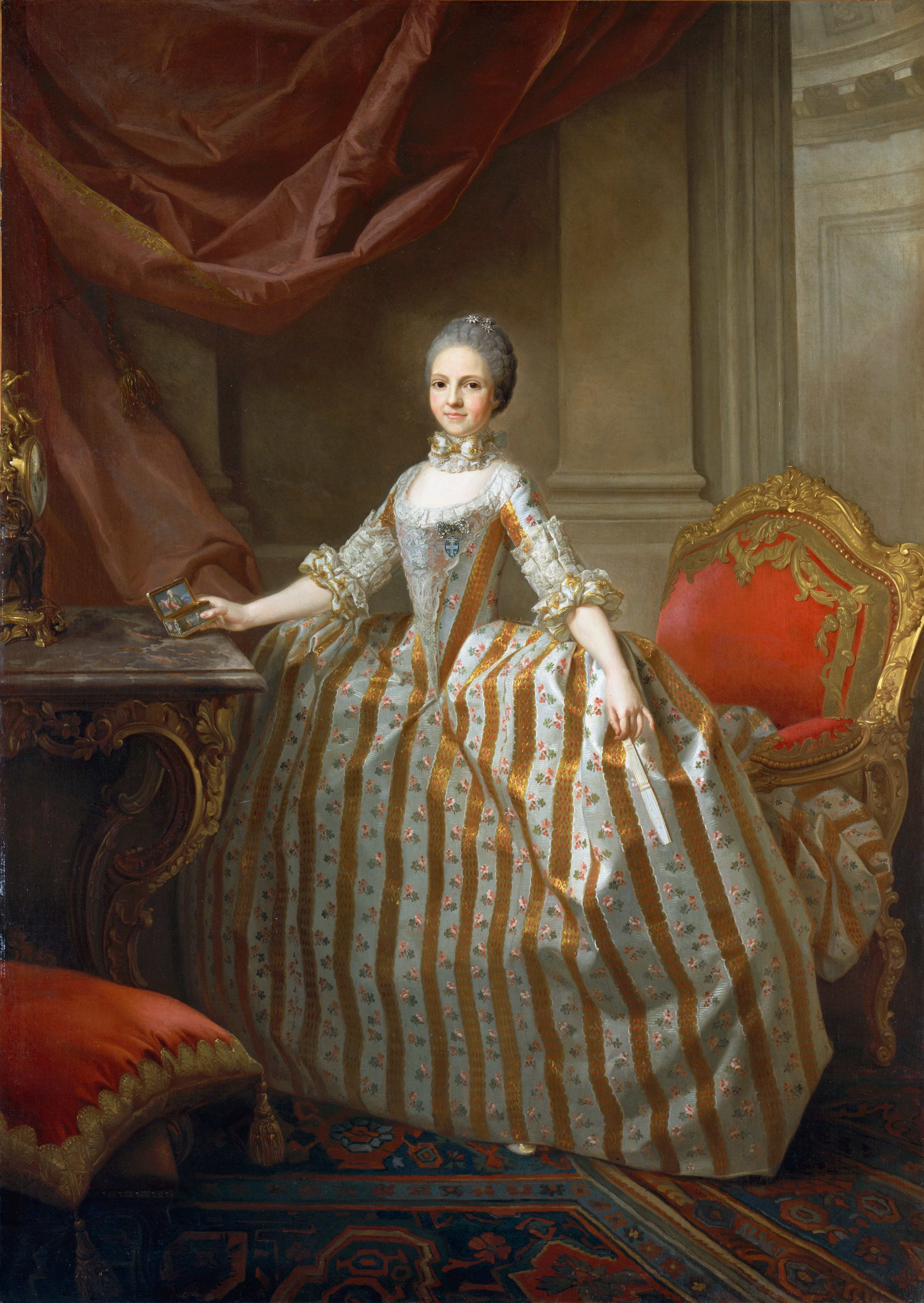
Marie Louise de Parme devant un fauteuil de Foliot.
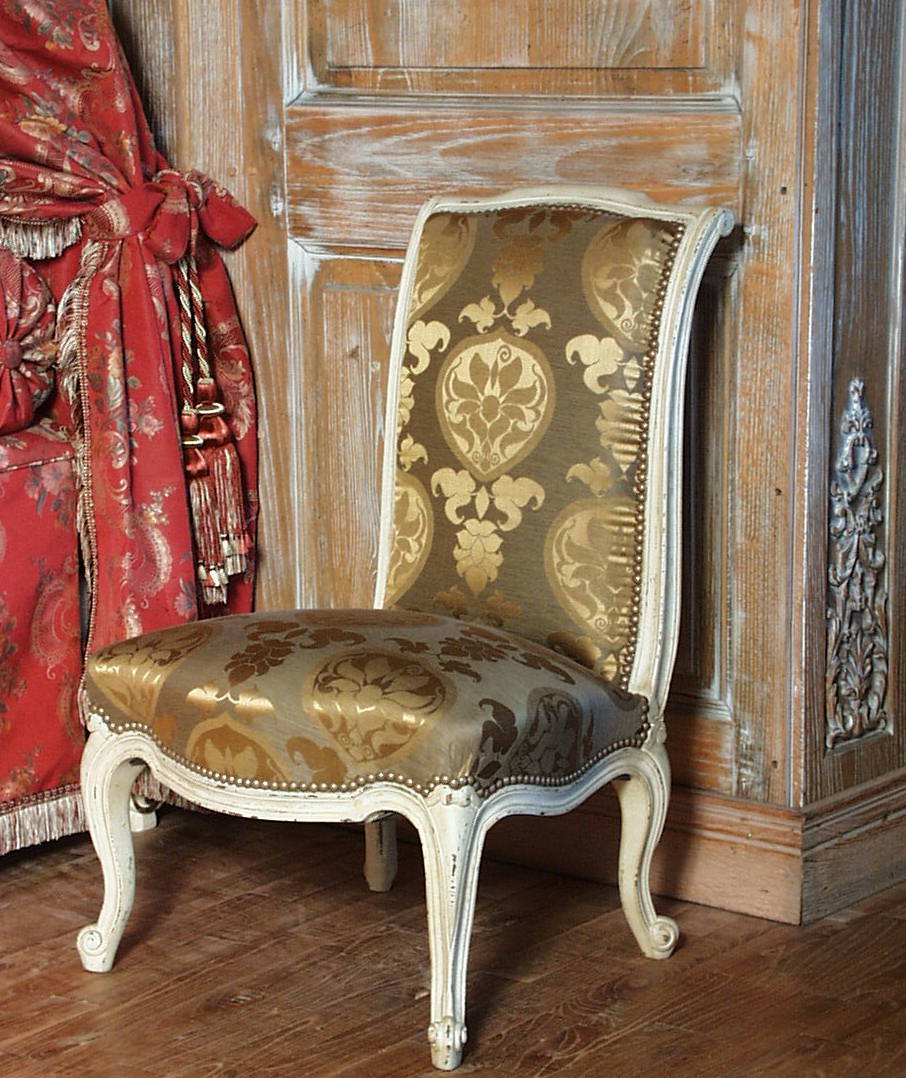
Chauffeuse.
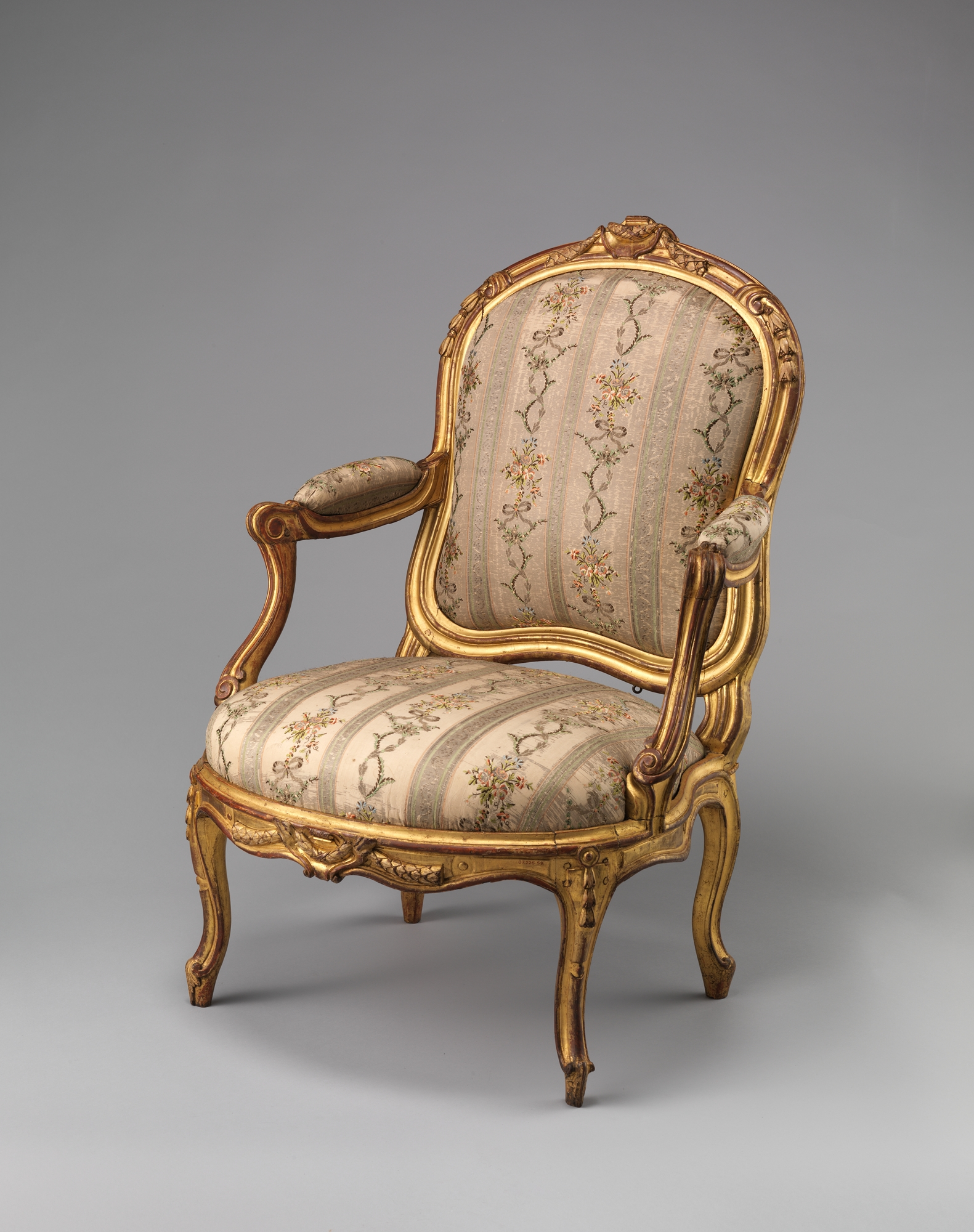
Louis Delanois, fauteuil (Metropolitan Museum).

### Nouveaux meubles

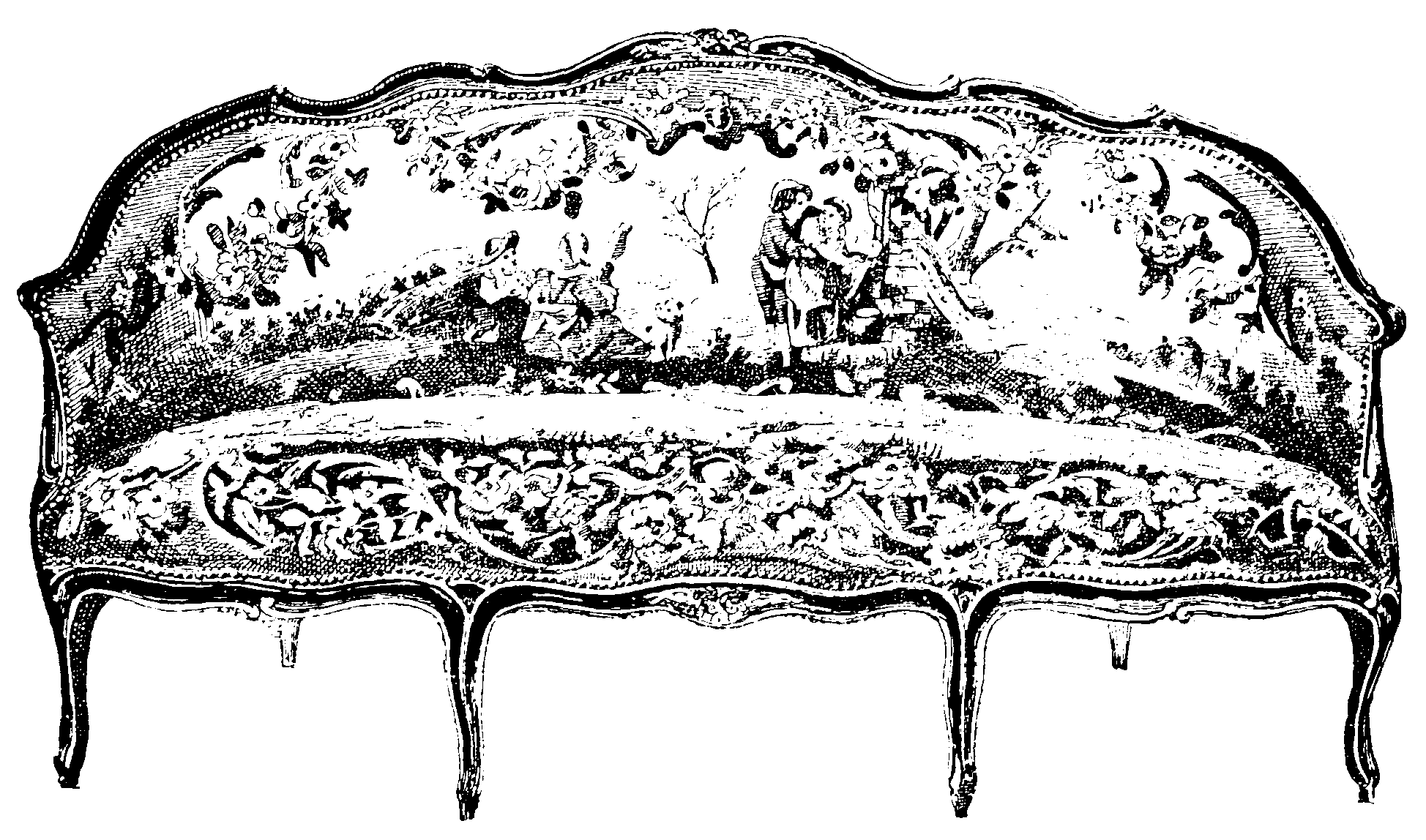
Canapé.

- Dans le domaine du siège apparaît le dossier droit dit « à la reine » et le dossier concave dit « en cabriolet » à différentes échancrures
- Le canapé (l'ottomane, la sultane, la paphose)[2]
- La bergère, fauteuil de dame large et bas pour accueillir les robes à panier, garni d'un coussin et de riches soieries à motif de fleurs et chinoiserie
- Le bureau de pente, qui cède bientôt la place au secrétaire à rouleaux
- La bibliothèque
- La coiffeuse
- Les lits : d'alcôve : le lit à la polonaise : à deux dossiers d'où jaillissent quatre rideaux relevés aux angles. Et le lit à la turque : à trois dossiers dont un appliqué au mur.

## Matériaux
En ce qui concerne le bâti du meuble, le chêne commence à se généraliser et à supplanter le sapin très utilisé sous Louis XIV.
Les placages se diversifient pour étendre la gamme de couleurs. On abandonne l'ébène au profit d'essences plus chatoyantes : bois de rose et de violette (les meubles plaqués de ces essences nous paraissent ternes aujourd'hui, à cause des effets du temps, mais leur couleur originelle était très prononcée), palissandre, buis, poirier (teinté ou naturel), prunier.
Quant aux sièges, ils sont souvent en bois massif, notamment en hêtre, noyer, merisier, et acajou (même si celui-ci se prête assez mal au siège, car il est cassant). Ils sont souvent peints ou entièrement dorés.

## Techniques et outillage
Les nouvelles formes ont nécessité un nouvel outillage : on invente notamment le wastringue pour réaliser les pieds et les panneaux galbés (cet outil est le dernier outil manuel d'ébénisterie à avoir été inventé).
De nouvelles techniques sont imaginées pour plaquer les panneaux galbés qui, rappelons-le, ont une courbure dans deux plans ce qui empêche de préparer la marqueterie à plat.
Dans le domaine du siège, le cannage reste la technique qui apporte le plus de confort, mais pour des raisons esthétiques on lui préfère souvent une assise de crin et de laine tendue de brocart (le ressort n’apparaîtra dans les garnitures de siège qu’à partir du début du XIXe siècle).

## Les ébénistes et menuisiers
Jean-Baptiste Gourdin, Nicolas Heurtaut, Lebas, Potier, Nadal, Pluvinet, les Foliot, Claude Séné, Jean-Baptiste Tilliard, Louis Delanois comptent parmi les menuisiers les plus représentatifs de l'époque.
Parmi les ébénistes, Cressent poursuit une carrière commencée sous la Régence ; et de nouveaux noms apparaissent : Jacques Dubois, Garnier, Nicolas Petit, Adrien Delorme. Parmi les nombreux ébénistes étrangers installés en France, les plus célèbres du siècle sont Œben (créateur du bureau de Louis XV), Bernard Van Riesenburgh (B.V.R.B.), Lacroix (Roger Vandercruse), Kemp, Baumbauer.

## Des exemples
- Germain Boffrand (1667-1754) décore le salon de l'hôtel Soubise vers 1735 dans le genre rococo.